# Charles-François van der Beke de Cringen

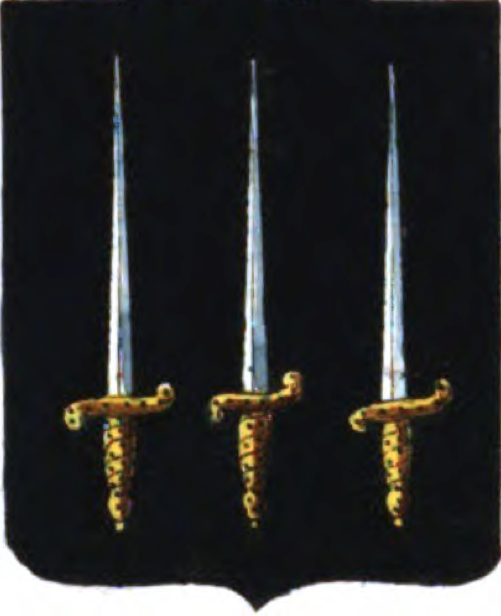
Wapen van de familie van der Beke de Cringen

Charles François Joseph van der Beken de Cringen (Brugge, 26 mei 1749 - 1 juli 1840) was een Zuid-Nederlands edelman en dichter.

## Geschiedenis
In 1641 werd verheffing in de erfelijke adel toegekend door koning Filips IV van Spanje, ten gunste van Jan van der Beke, commissaris-generaal van de imposten in het kwartier van Gent.

## Genealogie
- Josse van der Beke
  - Balthasar Van der Beke († 1621), licentiaat in de rechten, procureur bij de Raad van Vlaanderen. Hij werd uit zijn ambt ontzet onder het calvinistisch bestuur in 1581, omdat hij weigerde de vereiste eed van trouw aan het nieuw bewind af te leggen. Hij was getrouwd met Vincentine Utteneechaute en ze kregen tien kinderen.
    - Jan van der Beke (1573-1651), heer van Steenbeke, was de eerste van de van der Bekes om in de adel te worden opgenomen. Hij trouwde met Marie de Meulenaere dit van Belle (1596-1673) en ze hadden twaalf kinderen.
      - Charles van der Beke (°1638), heer van Steenbeke, trouwde met Claire Musaert en ze hadden drie kinderen.
        - Charles-Philippe van der Beke (1676-1754), heer van Steenbeke, schepen van de Keure in Gent, was de eerste van de familie die zich in Brugge vestigde, na zijn huwelijk met Anne-Marie van Volden (1682-1717), vrouw van Cringen, Hillewalle, Dambrugge en Bergstraete. Na haar vroege dood hertrouwde hij met Marie-Anne de Corte (1680-1746). Met zijn eerste vrouw had hij vier kinderen. 
          - Charles-Albert van der Beke (1705-1772), heer van Steenbeke, Cringen, Hillewalle, Dambrugge en Beaupré, trouwde met Isabelle Anchemant, vrouw van Bonnières. Ze kregen negen kinderen.
            - Charles-François van der Beke de Cringen, de jongste van de negen, volgt hierna.

## Levensloop
Charles-François van der Beke, heer van Steenbeke, Cringen (Gits en Hooglede), Hillewalle (Vladslo), Leckermont (Vladslo), Dambrugge (Vladslo), Beaupré (Zaffelare), Bonnières (Wijtschate), Franchimont (Klabbeek) en Tervake, was ook de laatste feodale heer van het leengoed 'Het Proosse' in Varsenare, geërfd van de familie van Volden. Tot de verplichtingen van dit leengoed behoorde de jaarlijkse aanbieding op Witte Donderdag, aan de proost, deken en kanunniken van de Sint-Donaaskathedraal, van suikergoed en fruitmoes. 
In 1795 tot het burgerschap herleid door de afschaffing van de adel, gebeurde zijn heropname onder het Verenigd Koninkrijk der Nederlanden niet zonder problemen. Hij werd in 1816 erkend in de erfelijke adel, maar het besluit werd ingetrokken toen hij weigerde de vereiste eed af te leggen, noodzakelijk voor de benoeming in de Ridderschap van de provincie West-Vlaanderen. Pas einde 1822 vroeg en verkreeg hij erkenning in de erfelijke adel, zonder de eed af te leggen.  
Toen de onvrede tegenover Willem I zich manifesteerde, behoorde van der Beke niet tot de publieke ontevredenen. Hij was toen al tachtig en bekleedde anderzijds een officiële functie die hem een stellingname tegen de gevestigde machten bemoeilijkte.

## Gezin
Charles van der Beke trouwde in 1774 met Catherine le Gillon de Basseghem (Brugge, 1750-1823), dochter van baron Louis le Gillon de Basseghem, schepen en algemeen ontvanger van het Brugse Vrije. 
Ze hadden twaalf kinderen, van wie de helft op jonge leeftijd stierf en slechts twee hun vader overleefden. Van zijn acht zonen was er slechts één die in het huwelijk trad en dit huwelijk bleef kinderloos. Het talrijke gezin van Charles van der Beke telde in de volgende generatie, via een van zijn dochters, slechts twee meisjes die de volwassen leeftijd bereikten en in het huwelijk traden. 
De naam van der Beke de Cringen doofde echter uit.

## In het openbaar leven
De twee voornaamste activiteiten van Charles van der Beke waren die van gouverneur van de Sint-Elisabethschool en van voorzitter van de Burgerlijke Godshuizen.
Op 21 februari 1772, tweeëntwintig jaar oud, werd hij gouverneur van de Sint-Elisabethschool voor arme weesmeisjes. Het gouverneurschap werd gewoonlijk voor een periode van drie jaar uitgeoefend, maar van der Beke werd verzocht heel wat meer jaren in functie te blijven. Vanaf 1776 was hij ook boekhouder van de school. Tot op het einde van het ancien régime en ook nog in de Franse tijd bleef van der Beke zich actief met de Sint-Elisabethschool bezighouden. 
Toen de revolutietijd voorbij was, begin negentiende eeuw, werd van der Beke in juni 1801 tot bestuurder benoemd van de Burgerlijke Godshuizen, de nieuwe geseculariseerde instelling die een groot aantal vroegere stichtingen en instituten onder haar beheer kreeg: de ziekenhuizen, het begijnhof, de godshuizen en ook de armenscholen, waaronder de Sint-Elisabethschool. Onder de godshuizen trof hij er verschillende aan (Van Volden, Cobrysse, Gloribus, de Meulenaere) die gesticht waren door zijn Brugse voorouders of hun verwanten. Hij bleef de instelling mee besturen tot aan zijn dood, hetzij meer dan 38 jaar. In 1814 was hij tweede in bevel of plaatsvervangend voorzitter en in mei 1818 werd hij de effectieve voorzitter, tot aan zijn dood.
Op het politiek terrein speelde van der Beke een beperkte rol. Hij werd schepen van het Brugse Vrije tijdens de Brabantse Omwenteling (1789-1790) en werd in deze functie behouden tijdens de eerste Oostenrijkse restauratie (1791-92). 
In de korte tijd van de eerste Franse overheersing (december 1792 – maart 1793) werd hij tot lid van de voorlopige vertegenwoordiging van het Brugse Vrije verkozen, maar de al te conservatieve samenstelling van deze organisatie had tot gevolg dat de bezetter al enkele weken later een nieuw bestuur aanstelde. In februari 1793 werd hij een van de wijkmeesters in het Sint-Janssestendeel.
Tijdens de tweede Oostenrijkse restauratie (1793-94) werd hij een van de laatste burgemeesters van het Brugse Vrije en bleef dit tot aan de definitieve afschaffing van dit bestuursorgaan in 1795. Nog eenmaal zou hij een bescheiden politieke rol vervullen, door van 1812 tot 1817 gemeenteraadslid van Brugge te zijn. 
Gedurende een groot aantal jaren was hij bestuurslid van de Geünieerde Wateringen Eyensluis en Groot-Reygaertsvliet. 
Pas in 1819 werd hij lid van de Edele Confrérie van het Heilig Bloed, waarvan hij in 1831 proost werd. 

## De dichter
Charles van der Beke stond bekend als gelegenheidsdichter. Zijn korte werkjes behoorden niet tot de grote poëzie, maar waren niet zonder charme. Het ging meestal om gedichten bij jubilea, naamfeesten, prijsuitdelingen, fondsenwervingen, enz. Het waren meestal luimige, soms spottende teksten. De woordenschat was gevarieerd en kleurrijk: West-Vlaams en volks. 
Vergeleken met de eigentijdse productie van de rederijkers, die stroeve en moeizame alexandrijnen produceerden, waren de speelse gedichten van Van der Beke lichtvoetig en vergelijkbaar met de humoristische gelegenheidsverzen die Guido Gezelle een halve eeuw later zou schrijven. 

## Voorvader van koningin Mathilde
Charles van der Beke is een rechtstreekse voorvader van koningin Mathilde, als volgt:
- Charles François van der Beke de Cringen (1749-1840) x Catherine le Gillon de Basseghem (1750-1823).
  - Catherine van der Beke de Cringen  (1776-1834) x Henri van Caloen (1764-1824).
    - Marie Mathilde van Caloen (1808-1856) x Jules de Serret (12805-1869).
      - Laurence Caroline de Serret (1836-1910) x Eugène van Outryve d'Ydewalle (1830-1901).
        - Clément van Outryve d’Ydewalle (1876-1942) x Madeleine de Thibault de Boesinghe (1876-1931).
          - Suzanne van Outryve d'Ydewalle (1898-1983) x Charles d'Udekem d'Acoz  (1885-1968).
            - Patrick d'Udekem d'Acoz (1936- ) x Anna Komorowska (1946).
              - Mathilde d'Udekem d'Acoz (° 1973) x koning Filip van België (° 1960).